# Taoufik Makhloufi
Taoufik Makhloufi (in arabo توفيق مخلوفي‎?; Souk Ahras, 29 aprile 1988) è un mezzofondista algerino, campione olimpico dei 1500 metri piani a Londra 2012.

## Record nazionali
- 800 metri piani: 1'42"61 ( Rio de Janeiro, 15 agosto 2016)
- 1000 metri piani: 2'13"08 ( Tomblaine, 1º luglio 2015)[1]

## Progressione

### 800 metri piani
| Stagione | Tempo   | Luogo     | Data      | Rank. Mond. |
| -------- | ------- | --------- | --------- | ----------- |
| 2015     | 1'45"17 | Eugene    | 30-5-2015 | 28º         |
| 2014     | 1'43"53 | Berlino   | 31-8-2014 | 7º          |
| 2012     | 1'43"71 | Stoccolma | 17-8-2012 | 10º         |
| 2011     | 1'46"32 | Maputo    | 13-9-2011 | 90º         |

### 1000 metri piani
| Stagione | Tempo   | Luogo     | Data     | Rank. Mond. |
| -------- | ------- | --------- | -------- | ----------- |
| 2015     | 2'13"08 | Tomblaine | 1-7-2015 | 1º          |

### 1500 metri piani
| Stagione | Tempo   | Luogo  | Data      | Rank. Mond. |
| -------- | ------- | ------ | --------- | ----------- |
| 2015     | 3'28"75 | Monaco | 17-7-2015 | 2º          |
| 2014     | 3'30"40 | Doha   | 9-5-2014  | 8º          |
| 2013     | 3'36"30 | Eugene | 1-7-2013  | 62º         |
| 2012     | 3'30"80 | Monaco | 20-7-2012 | 6º          |
| 2011     | 3'34"4  | Algeri | 9-7-2011  | 34º         |
| 2010     | 3'32"94 | Monaco | 22-7-2010 | 17º         |
| 2009     | 3'34"34 | Roma   | 10-7-2009 | 30º         |

### Miglio
| Stagione | Tempo   | Luogo  | Data      | Rank. Mond. |
| -------- | ------- | ------ | --------- | ----------- |
| 2014     | 3'52"16 | Eugene | 31-5-2014 | 19º         |
| 2013     | 3'52"94 | Eugene | 1-6-2013  | 20º         |

## Palmarès
| Anno | Manifestazione          | Sede           | Evento         | Risultato  | Prestazione | Note                                     |
| ---- | ----------------------- | -------------- | -------------- | ---------- | ----------- | ---------------------------------------- |
| 2007 | Mondiali di cross       | Mombasa        | Corsa juniores | 82º        | 28'18"      |                                          |
| 2009 | Giochi del Mediterraneo | Pescara        | 1500 m piani   | 4º         | 3'39"37     |                                          |
| 2009 | Mondiali                | Berlino        | 1500 m piani   | Semifinale | 3'37"87     |                                          |
| 2010 | Campionati africani     | Nairobi        | 1500 m piani   | Finale     | dnf         |                                          |
| 2011 | Mondiali                | Taegu          | 1500 m piani   | Semifinale | 3'50"86     |                                          |
| 2011 | Giochi panafricani      | Maputo         | 800 m piani    | Oro        | 1'46"32     | [ 2 ]                                    |
| 2011 | Giochi panafricani      | Maputo         | 1500 m piani   | Bronzo     | 3'39"99     | [ 2 ]                                    |
| 2012 | Campionati africani     | Porto-Novo     | 800 m piani    | Oro        | 1'43"88     |                                          |
| 2012 | Campionati africani     | Porto-Novo     | 1500 m piani   | Batteria   | dns         |                                          |
| 2012 | Giochi olimpici         | Londra         | 800 m piani    | Batteria   | dnf         |                                          |
| 2012 | Giochi olimpici         | Londra         | 1500 m piani   | Oro        | 3'34"08     |                                          |
| 2014 | Campionati africani     | Marrakech      | 800 m piani    | Bronzo     | 1'49"08     |                                          |
| 2015 | Mondiali                | Pechino        | 1500 m piani   | 4º         | 3'34"76     |                                          |
| 2015 | Giochi panafricani      | Brazzaville    | 800 m piani    | Argento    | 1'50"72     |                                          |
| 2016 | Giochi olimpici         | Rio de Janeiro | 800 m piani    | Argento    | 1'42"61     | Record nazionale                         |
| 2016 | Giochi olimpici         | Rio de Janeiro | 1500 m piani   | Argento    | 3'50"11     |                                          |
| 2019 | Mondiali                | Doha           | 1500 m piani   | Argento    | 3'31"38     | Miglior prestazione personale stagionale |

## Campionati nazionali
2010
- Oro ai campionati algerini, 800 m piani - 1'48"39

2011
- Oro ai campionati algerini, 1500 m piani - 3'54"26

## Altre competizioni internazionali
2009
- 11º al Golden Gala ( Roma), 1500 m piani - 3'34"34

2010
- 8º all'Herculis ( Monaco), 1500 m piani - 3'32"94

2011
- Argento al Bauhaus-Galan ( Stoccolma), 1500 m piani - 3'35"77

2012
- 4º all'Herculis ( Monaco), 1500 m piani - 3'30"80
- Oro ai Bislett Games ( Oslo), 1500 m piani - 3'33"26
- 8º al Memorial Van Damme ( Bruxelles), 1500 m piani - 3'33"42
- Argento al Bauhaus-Galan ( Stoccolma), 800 m piani - 1'43"71

2013
- 11º al Prefontaine Classic ( Eugene), miglio - 3'52"94

2014
- 11º al Prefontaine Classic ( Eugene), miglio - 3'52"16
- 4º al Doha Diamond League ( Doha), 1500 m piani - 3'30"40
- Oro al Memorial Van Damme ( Bruxelles), 1500 m piani - 3'31"78
- 9º al Golden Gala ( Roma), 1500 m piani - 3'35"12
- Argento allo Shanghai Golden Grand Prix ( Shanghai), 800 m piani - 1'44"73

2015
- Argento all'Herculis ( Monaco), 1500 m piani - 3'28"75
- 4º al Meeting de Paris ( Parigi), 1500 m piani - 3'30"50
- Bronzo al Prefontaine Classic ( Eugene), 800 m piani - 1'45"17

2016
- Bronzo ai Bislett Games ( Oslo), miglio - 3'52"24
- 5º al Prefontaine Classic ( Eugene), miglio - 3'52"95
- Bronzo all'Herculis ( Monaco), 1500 m piani - 3'31"35
- 4º al Memorial Van Damme ( Bruxelles), 1500 m piani - 3'32"21
- Argento al Meeting de Paris ( Parigi), 800 m piani - 1'42"98

2019
- 7º al Meeting de Paris ( Parigi), 1500 m piani - 3'31"77